# Alan J. Dixon
Alan John Dixon (Belleville, 7 luglio 1927 – Fairview Heights, 6 luglio 2014) è stato un politico statunitense.

## Carriera
Membro del Partito Democratico, prestò servizio nell'Assemblea Generale dell'Illinois dal 1951 al 1971, come Tesoriere dell'Illinois dal 1971 al 1977, come Segretario dell'Illinois di Stato dal 1977 al 1981, e come senatore degli Stati Uniti dal 1981 al 1993.